# Kostas Kadis
Kostas Kadis, gr. Κώστας Καδής (ur. 30 sierpnia 1967 w Nikozji) – cypryjski biolog, naukowiec i polityk, w latach 2007–2008 minister zdrowia, w latach 2014–2018 minister edukacji i kultury, w latach 2018–2023 minister rolnictwa, rozwoju obszarów wiejskich i środowiska, od 2024 członek Komisji Europejskiej.

## Życiorys
W 1991 ukończył studia na wydziale biologii Uniwersytetu Narodowego im. Kapodistriasa w Atenach. W 1995 doktoryzował się na tej samej uczelni w dziedzinie biologii konserwatorskiej. Kształcił się także podyplomowo m.in. na Uniwersytecie Cornella. Był pracownikiem naukowym na macierzystym uniwersytecie w Atenach. Po powrocie w 1996 na Cypr pełnił funkcję doradcy naukowego w Cypryjskim Banku Rozwoju. Od 1998 zajmował różne stanowiska w fundacji IPE, zajmującej się promocją badań naukowych; doszedł w niej do funkcji zastępcy dyrektora generalnego. W 2005 został pracownikiem naukowym na prywatnej uczelni Frederick University. Organizował na niej jednostkę badawczą do spraw ochrony przyrody, pełnił też funkcję dziekana szkoły nauk edukacyjnych. Publikował prace naukowe z zakresu zrównoważonego rozwoju, zarządzania środowiskiem, zarządzania zasobami naturalnymi, ochrony różnorodności biologicznej i edukacji ekologicznej.
16 lipca 2007 został mianowany ministrem zdrowia w rządzie Tasosa Papadopulosa, stanowisko to zajmował do 28 lutego 2008. Od marca 2008 był przewodniczącym cypryjskiego komitetu technicznego do spraw środowiska, prowadzącego negocjacje w tym obszarze w ramach działań dotyczących rozwiązania problemu cypryjskiego. 14 marca 2014 został ministrem edukacji i kultury w pierwszym rządzie Nikosa Anastasiadisa. Funkcję tę pełnił do 28 lutego 2018. Następnego dnia w drugim gabinecie dotychczasowego prezydenta objął urząd ministra rolnictwa, rozwoju obszarów wiejskich i środowiska, który sprawował do 28 lutego 2023.
Powrócił do działalności naukowej na Frederick University. Został wiceprzewodniczącym rady uczelni, a także objął stanowisko profesorskie. Powołano go też na przewodniczącego cypryjskiej komisji ds. UNESCO. W sierpniu 2024 został ogłoszony kandydatem na komisarza w tworzonej wówczas Komisji Europejskiej. Dołączył do nowej KE kierowanej przez Ursulę von der Leyen (z kadencją od 1 grudnia 2024) jako komisarz ds. rybołówstwa i oceanów.

## Życie prywatne
Jest żonaty z Mariną, ma córkę i syna.